# Firben
Firben (videnskabeligt navn: Lacertidae) er en familie af øgler som lever i Europa, Afrika og Asien. Firbensslægten Lacerta omfatter nogle af Europas mest almindelige øgler. Det er en stor familie med flere hundrede arter i 37 slægter.

## Levested
Arterne i Europa og Middelhavsområdet lever hovedsageligt i skove og kratområder. Slægterne Eremias og Ophisops lever i Asiens græssletter og ørkener. Afrikanske arter lever ofte i tørre klippeområder. Holaspis er en af de få firben som lever i træer. De kan svæve gennem luften ved at bruge deres lange haler og flade udbredte kroppe som et glideplan.

## Udseende og biologi
Firben er små og mellemstore øgler. De fleste arter er mindre end 9 cm lange fraregnet halen, omend den største nulevende art, Gallotia stehlini, bliver over en halv meter, og nogle uddøde arter endnu større. De spiser hovedsageligt insekter. En undtagelse er Meroles anchietae som lever i Namibørkenen og spiser frø.
Firben har normalt samme type kropsform med smalle kroppe og lange haler, men de har meget varierede mønstre og farver, selv inden for samme art. Deres skæl på hovedet er store, ofte med små, fortykkede knogleudvækster (osteodermer), på ryggen er skællene små og kornede, og rektangulære på undersiden. Mønstrene for hanner og hunner er forskellige ved de fleste arter.
Mindst otte arter fra Kaukasus kan formere sig ved ukønnet formering (partenogenese), og tre arter føder levende unger (i modsætning til at lægge æg), heriblandt skovfirben.

## Danske firben
I Danmark lever to arter firben:
- Skovfirben (også kaldet Almindeligt firben eller Levendefødende firben, Zootoca vivipara)
- Markfirben (Lacerta agilis)